# 劍橋綱領
《劍橋綱領》（1648年8月）是新英格蘭殖民地公理會早期信仰告白。這個綱領是因麻塞諸塞州議會的請求，由薩諸塞州和康涅狄格州的主教會議，於1648年8月起草的。
因為當時長老會在英格蘭處於優勢地位，而殖民地当地的长老会成員，譬如罗伯特博士也積極活动，所以新英格兰政府想要發表一份正式的政體聲明和信仰告白。
除了教會組織的相關條款外，該聲明贊同英格蘭教會的威斯敏斯特信條，卻不支援被朝聖者和清教徒推崇的現有公理會式的教會治理模式。 
綱領提出“沒有教會像公理會那樣有序地在一個地方聚會”，這表明聚會本身是是教會權威的最高水準。 
整個18世紀，在康涅狄格州和麻塞諸塞州，劍橋綱領仍然是標準模式，直到1708年賽布魯克綱領出現。
它在政府权力和公理会权力之间作了明显的區分。
因為民事地方法官必须遵循一个基督徒的生活，同時他确实有权力召開教會主教会议，为的是警告某个教会或把它从教会團體中開除出去，所以民事地方法官應當没有权力治理教会本身，或迫使人们去参加教会。
很痛心地說，雖然該綱領表示，教會的治理並沒有站在民事治理的對立面。但是，這種政教分離與19世紀美國的情況大不相同。例如，該綱領堅稱，“偶像崇拜，異端，褻瀆......公開鄙視講道，褻瀆主日......諸如此類的現象是被嚴格禁止的，並且要受到民法制裁” 

### 形成
該聲明的註腳大量引用聖經達308處，作者希望說明他們對於聚會的理解，他們所理解的聚會映射撒拉和亞伯拉罕的家庭，那是第一個自由的教會. 
按照這個模式，自由教会被理解为是要引出一个契约。该契约定义谁可以成為成员，他们要做什么，他们彼此如何关联，以及当地居民在契約中的聯合，而那個契約创建了自治的教会。
该綱領的论述分为17章： 
1.教会治理的形式; 這種形式是独一的，不可变的，是用文字來描述的。
2.广义上的天主教教会性質和狭义上特定有形教會的性質。
3.有形教会的重要性，從質和量兩方面考量
4.有形教会的形式和教会契约
5.教会權力的歸屬
6.教会官員，特别是牧师和教师
7.执政的长老和执事。
8.教会官員的选举。
9.人事的任命和執行。
10.教会的權力和长老的权力。
11.教会管理人员的维护。
12.教会成员的入会资格。
13. 教会成员的轉換、推荐和除名。
14.逐出教会和谴责会友。
15.教會之间的交通融合。
16.主教会议。
17.民事地方法官在宗教事务中的的权力。
前言论述了关于1646年威斯敏斯特信条除治理以外的方方面面，在治理方面只有三个章节意見不同。
它还强调，这是不以任何方式鼓吹英国教会治理中的分立，改變，或革命。

### 教会的边界
教堂本身被定義為：“一個由被呼召的聖徒所組成的團體，它被一個聖約聯合成一體，目的是為了對神公開崇拜，在主耶穌的團契中彼此教導”。 
第7章 设立长老，他們看守教会的邊界，確定團契的成員，逐出侵犯者，引導並领导教会的管理，監督会众和执事，照顧教會臨時性的動產，管理钱财，支付給牧師和穷人。
第三類被包括在官員部分，即“古代的寡婦......為教會做如下管理工作：服侍照顧病人和給予救助以及管理其他事項譬如生活必需品。” 
教会全体，通过投票表决，有權设立执事或废除执事。该綱領特別指出，不存在更高的教会權威或民事權威，有權力来选择执事。
成員需要“個人的和公開的表白，聲明上帝在人靈魂上工作的方式”。 

### 统治
该綱領定义并建立一个公理政体，即教会独立于任何更高的教会权威，並且各教會之間互相獨立。
它肯定了以下權力：選擇執事，批准成員，監督或開除成員，或恢復那已經被開除的教會成員。

虽然很明顯，没有一個教會的权力高于另一個，该綱領肯定，在教会的彼此关系中存在一個教會團體。
当内部纠纷不能在教会内解决时，那个教会，照其自己的要求，可以召集附近教堂的理事会听取争议并提供非约束性建议，该教会成员可以投票决定行还是不行。
六種方式說明教會聯合的認定：
1.为各方的福利而提出办法
2.可向其他教會諮詢任何問題，只要那個教會對於這個問題有更多的經驗或資訊。
3.監督另一個教会，甚至召集邻近教堂的主教，并停止违规教会在教會團體中的交通
4.允许成员充分参与或与另一個教会的交往
5.当一个成员因暂时性或永久性迁移进入一个新的教会時，要发給他推荐信，
6.财政支持对贫困教会
该声明对于今天的教派政体有一些实际的影響。例如，基督聯合教會（the United Church of Christ）、 统一世界教会（Unitarian Universalist churches）及其他一些清教徒教會傳下來的
现代教會，
這些教會继续主张公理政体作为他們当地教会的组织形式，卻也创立了大型宗派管理部门，用来進行宗派間监督及促进宗派內部之沟通的工作。
当一些教会在一神论的争论中成为一神论者，他们一直堅持公理政体。
這政體繼續深刻地影響了美國一神教協會的政體和組織形式，反過來，也認為，雖然該組織的政體和組織形式，與1648年簽署的檔在神學上是根本不同的，但在政體上仍有很多相同的地方。